# Ptolomeu (mitologia)
Ptolomeu (em grego:  Πτολεμαίος, transl. Ptolemaíos), na mitologia grega, foi um rei de Tebas, filho de Damasícton e pai de Xanto. Jerônimo de Estridão não determina uma data para o reinado de Ptolomeu, mas pelos seus cálculos Xanto, seu filho, foi morto em 1129 a.C..